# کوزلوک (بایبورد)
کوزلوک (به ترکی استانبولی: Kozluk) (به کردی: Kirtasor) یک منطقهٔ مسکونی در ترکیه است که در بایبورد واقع شده‌است. کوزلوک ۱۵۶ نفر جمعیت دارد.